# 822 TCN
822 TCN là một năm trong lịch La Mã.